# Leptosiphon jamauensis
Leptosiphon jamauensis är en blågullsväxtart som först beskrevs av Reid Venable Moran, och fick sitt nu gällande namn av J.M. Porter och L.A. Johnson. Leptosiphon jamauensis ingår i släktet Leptosiphon och familjen blågullsväxter. Inga underarter finns listade i Catalogue of Life.